# Kiewa
Kiewa – miasto w Australii, w stanie Wiktoria.